# NGC 5898
NGC 5898 (również PGC 54625 lub UGCA 404) – galaktyka eliptyczna (E0), znajdująca się w gwiazdozbiorze Wagi. Odkrył ją William Herschel 21 maja 1784 roku.